# Harry Gough
Harry Gough (2 avril 1681 - 13 juillet 1751), d’Enfield, dans le Middlesex, est un marchand et homme politique britannique qui siège à la Chambre des communes de 1734 à 1751.

## Biographie
Il est le sixième fils de Henry Gough (1649-1724) (en) de Perry Hall et de son épouse Mary Littleton, fille de Edward Littleton (2e baronnet) (en), député de Pillaton, Staffordshire.
Il se rend en Chine avec son oncle Richard Gough (1655-1728) en 1692, à l'âge de 11 ans, et rejoint la Compagnie britannique des Indes orientales sous son patronage. De 1707 à 1715, il est capitaine d'un navire marchand, le Streatham. Il est nommé vice-président en 1736, président à part entière l'année suivante de la compagnie, puis occupe chaque poste à plusieurs reprises (président de nouveau en 1741, 1743, 1746 et 1747; vice-président à nouveau en 1742, 1745 et 1750).
Son cousin, Henry Gough (1er baronnet) le désigne en tant que député de Bramber, un Bourg pourri, aux Élections générales britanniques de 1734. Il est réélu en 1741 et 1747, assistant assidûment aux débats malgré la goutte.
Il est décédé le 13 juillet 1751, laissant un fils et une fille. Son fils est l'antiquaire, Richard Gough.